# وسام الراية الحمراء للعمل
وسام الراية الحمراء للعمل (بالروسية: Орден Трудового Красного Знамени)‏ هو وسام من الاتحاد السوفيتي يكرم به أشخاص قاموا بخدمات جليلة للدولة السوفيتية والمجتمع في مجالات الإنتاج والعلم والثقافة والأدب والفنون والتعليم والصحة وغيرها من الأنشطة العمالية.